# Scy-Chazelles
 Scy-Chazelles  es una población y comuna francesa, en la región de Lorena, departamento de Mosela, en el distrito de Metz-Campagne y cantón de Woippy.

## Lugares de interés
- Iglesia de Saint-Quentin. Es el lugar en que está enterrado Robert Schuman, que residió en este lugar los últimos años de su vida.
- Casa de Robert Schuman ("Maison de Robert Schuman"), perteneciente hoy al Consejo General del Departamento del Mosela.[3]

## Demografía
| 1841 | 2123 | 2044 | 1991 | 2129 | 2482 |
| Para los censos de 1962 a 1999 la población legal corresponde a la población sin duplicidades (Fuente: INSEE [Consultar]) |      |      |      |      |      |

## Historia
Scy-Chazelles se formó en 1809 a partir de la localidad de Scy y de Chazelles, situado algo más abajo.
Entre 1871 y 1918 formó parte del Imperio alemán; entre 1915 y 1918 y durante la ocupación alemana en la II Guerra Mundial llevó el nombre de Siegach.